# Paola Esquivel
Paola Esquivel (Cuernavaca, Morelos, 1979) es una artista plástica mexicana.

## Biografía
Cursó la licenciatura en Artes en la Facultad de Artes de la Universidad Autónoma del Estado de Morelos.
Sus obras se caracterizan por la combinación entre lo tradicional y lo contemporáneo.
Ha participado en diferentes exposiciones y ha montado las propias en diferentes centros. Algunas de las más destacadas son:
- "De tierra, fuego, agua y viento", Museo Morelense de Arte Popular.[3]
- "Media: hacia una arqueología de los medios y la invención en México", Laboratorio Arte Alameda
- "El niño que se comió a su mamá", Centro Morelense de las Artes
- "Recetas de esperanza", Galería Ojo Atómico
- "Juega, Exposición en línea", Museo de Mujeres Artistas Mexicanas
- "Código local", Centro Cultural Muros

También ha colaborado con el FONCA y el FDECA.
Recibió la mención honorífica por primera vez en el Cuarto Concurso de Arte Libertad en Querétaro en el 2002, y en segunda ocasión en el XXX Certamen Nacional Arte Joven Aguascalientes.